# Бреби (Салаж)
Бреби (рум. Brebi) насеље је у Румунији у округу Салаж у општини Креака. Oпштина се налази на надморској висини од 262 m.

## Становништво
Према подацима из 2002. године у насељу је живело 593 становника, од којих су сви румунске националности.